# 雅加達憲章
 《雅加达宪章》，是印尼的獨立準備調查會（BPUPK）成员于1945年6月22日草拟的文件，该文件随后成为《印度尼西亚宪法》序言的基础。內容包含伊斯兰教法的义务。

## 背景
日本佔領荷屬東印度期間，佔領爪哇的第16軍在1945年3月成立獨立準備調查會，負責制定憲法，調查未来国家独立的有关議題。民族主義者希望印尼成為一個世俗國家，伊斯蘭主義者則主張印尼應該建立在伊斯兰教法的基礎上，兩者之间有明顯的分歧。1945年5月29日，獨立準備調查會舉行第一次會議，至6月1日閉幕。閉幕當天，民族主义者蘇卡諾发表讲话，概述了建国五项原则。

## 起草過程
獨立準備調查會第一次會議閉幕後，委員們應蘇卡諾的要求成立八人小組（Panitia Kecil），負責收集和討論委員們的提案，由蘇卡諾擔任組長。之後，蘇卡諾在6月18日成立九人委員會，自任主席，以緩解民族主義者和伊斯蘭主義者之間的矛盾。委員會的職責是根據建国五项原则為宪法撰寫一份兩派都能接受的序言。委員會成員（及其所屬派別）為：
- 苏卡诺（穆斯林，世俗民族主义者）
- 穆罕默德·哈达（穆斯林，世俗民族主义者）
- 亞歷山大·安德烈斯·馬拉米斯（英语：Alexander Andries Maramis）（基督徒，世俗民族主义者）
- 阿比库斯诺·佐克罗苏约索（英语：Abikoesno Tjokrosoejoso）（伊斯蘭民族主义者，印尼伊斯兰联盟党（PSII）前领导人）
- 阿卜杜勒·卡哈尔·穆扎基尔（英语：Abdoel Kahar Moezakir）（伊斯蘭民族主义者，穆罕马迪亚的主要成员）
- 阿古斯·沙林（英语：Agus Salim）（伊斯蘭民族主义者，伊斯蘭聯盟的前领导人）
- 阿赫瑪德·蘇巴佐（英语：Achmad Soebardjo）（穆斯林，世俗民族主义者）
- 瓦希德·哈希姆（英语：Wahid Hasjim）（伊斯蘭民族主义者， 伊斯蘭教士聯合會的领导人）
- 穆罕默德·亞明（英语：Mohammad Yamin）（穆斯林，世俗民族主义者）

6月22日下午，9人为宪法撰写序言，但以印尼语加上7個字，規定穆斯林有義務遵從伊斯蘭教法。序言的主要起草人亞明将之命名为《雅加达宪章》。

## 随后的发展
1945年8月17日，蘇卡諾宣布印度尼西亚独立。翌日，獨立準備委員會召開會議，但蘇卡諾和哈达都担心，遵守伊斯蘭教法的義務会疏远非穆斯林。開會之前，哈达会见了穆斯林领袖，设法说服他们同意删除「七字原則」，「以維護民族團結」 。随后，委員會首先选举蘇卡諾和哈達为總統和副總統，然後讨论宪法草案（含序言）。哈达支持删除「七字原則」，巴厘岛代表伊·古斯蒂·克圖特·普查則建议用印尼語的「神明」（Tuhan）词代替阿拉伯语的“阿拉”。這些提議獲得通過，但是宪法正式发布时，并未进行更改。经讨论後，宪法最終获得委員會通過。 
1945年的宪法於1949年被《印度尼西亞聯邦共和國宪法》取代，又隨即被1950年临时宪法取代。尽管兩者在內容上与《1945年憲法》相似，但都沒有在序言中提及「七字原則」。1955年，印度尼西亞制憲議會召開，以制訂永久憲法，然而沒有派別能掌握三分之二的絕對多數優勢，以推動自己的提案。伊斯兰主义派系希望擴大伊斯兰教的作用，又支持政府恢復《1945年宪法》的提议，但條件是序言必須重新規定穆斯林的义务。這項條件被民族主义者否決，於是伊斯兰主義派別也否决了恢復1945年《宪法》的議案，以示還擊。結果討論陷入僵局，促使蘇卡諾在1959年7月9日发布命令，解散制宪议会，恢复原宪法，但未恢復伊斯兰主义者爭取的「七字原則」。为了安抚他們，蘇卡諾说，他的命令以《雅加达宪章》為依歸，它启发了《1945年宪法》。兩者“密不可分”，但憲章本身沒有法律效力。
在此之後，伊斯蘭主義者还进行了两次复兴《雅加达宪章》的尝试。1968年，临时人民协商会议（臨時人協）舉行特别会议，期間新成立的伊斯兰政党印度尼西亞穆斯林黨（Parmusi）主張為《雅加达宪章》賦予法律效力，但議案遭否决。 2002年，人協審議宪法修正案期间，一些小型伊斯兰政党在副总统哈姆扎·哈茲的支持下，又企圖修改宪法第29条，强制穆斯林遵行伊斯兰教法，結果同樣失敗。

### 引用
1. ↑  Elson 2009，第112頁.
2. ↑  Elson 2010，第26頁.
3. 1 2  Nasution 1995，第460頁.
4. ↑  Anshari 1976，第38頁.
5. ↑  Elson 2009，第113頁.
6. ↑  Elson 2009，第120頁.
7. ↑  Kahin 1961，第127頁.
8. ↑  Elson 2009，第121頁.
9. 1 2  Butt & Lindsey 2012，第168頁.
10. ↑  Elson 2009，第130頁.
11. ↑  Indrayana 2008，第16-17頁.
12. ↑  Ricklefs 2008，第461頁.
13. ↑  Ricklefs 2008，第551頁.

### 文獻
- Butt, Simon; Lindsey, Tim. . Oxford & Portland, Oregon: Hart Publishing. 2012. ISBN 978-1-84113-018-7.
- Elson, R. E.  (PDF). Indonesia. 2009, 88 (88): 105–130  [21 December 2018]. （原始内容 (PDF)存档于2022-07-25）.
- Indrayana, Denny. . Jakarta: Penerbit Buku Kompas. 2008. ISBN 978-979-709-394-5.
- Kahin, George McTurnan. . Ithaca, New York: Cornell University Press. 1961 [1952].
- Nasution, Adnan Buyung, , Jakarta: Pustaka Utama Grafiti, 1995, ISBN 979-444-384-0 （印度尼西亚语）
- Anderson, Benedict. . Equinox Publishing. 2009  [2022-07-29]. ISBN 978-602-8397-29-2. （原始内容存档于2021-10-24） （英语）.
- Schindehütte, Matti. . Hamburg: Abera Verlag. 2006.
- Sukarno. . Ministry of Information. 1958  [2021-10-22]. （原始内容存档于2021-10-19） （英语）.